# 近藤大恵
近藤 大恵（こんどう めぐみ、1947年2月14日 - ）は、日本のヤクザ。特定抗争指定暴力団・神戸山口組舎弟頭、徳心会会長。元一和会傘下幹部。熊本県出身。

## 来歴

### 初期の活動
1964年（昭和39年）、地元から大阪に出る。大阪市阿倍野区を拠点として愚連隊として活動中、暴力団・柳川組と衝突したことが原因で東京に移住。その後、関東と関西を行き来する生活を送った。
1980年（昭和55年）に三代目山口組系山広組傘下徳山組に徳心会を設立した。

### 山口組離脱後
1984年（昭和59年）に一和会が設立されると二次団体となった徳山組の若頭となった。その翌年、山一抗争の最中で竹中正久らが暗殺され、四代目山口組との間で緊張が高まっているにもかかわらず、近藤は東淀川区の徳心会事務所に一和会の代紋を掲げて山口組の怒りを増幅させた。傘下組員が殺害されると、配下に山口組系幹部を襲撃するよう命じ、殺人未遂の教唆として懲役10年の判決を受けた。
なお、徳心会は事務所に7回の銃撃を受けて報復を8回行っている。
1995年（平成7年）に出所すると五代目山口組の二次団体・中野会に移籍し中野太郎の舎弟となる。中野会が山口組から独立した後、中野会本部長に就任した。

### 山口組復帰後
2005年（平成17年）に中野会が解散すると、六代目山口組系二代目中西組に移籍。中西組舎弟頭補佐兼組織委員長に就任した。
2008年（平成20年）、同じ山口組系の五代目國粹会に移籍。國粹会舎弟頭補佐を経て相談役となった。
2013年（平成25年）、ヤクザから引退するが、2015年（平成27年）に山口組が分裂すると現役復帰し、新団体の神戸山口組傘下となった俠友会に舎弟として加入。同時に國粹会から絶縁された。
2021年（令和3年）6月22日、近藤が俠友会舎弟頭と、上部団体の神戸山口組舎弟を兼務することが明らかになった。
2022年（令和4年）8月22日、俠友会が神戸山口組を脱退したが、近藤自身は徳心会を率いたまま神戸山口組に残留し、9月2日には、新設された執行部職である組織委員長に就任。さらに10月6日には、三役（最高幹部）の一つである舎弟頭に就任した。